# Хотяжи
Хотяжи — село в Одинцовском районе Московской области России, находится недалеко от города Звенигород. Входит в сельское поселение Ершовское.
Село расположено в 8 км к западу от центра города Звенигорода на живописном берегу реки Москва, на автодороге «Звенигород — Каринское».
В 1,5 км от деревни Хотяжи в окружении хвойного леса располагаются садоводческие товарищества «Поляна» и «Ломоносово».
У восточной окраины деревни Хотяжи, расположено крупное (площадью ок. 3 га) древнерусское (X—XI века) селище Хотяжи 1.

## Население
| 2002 | 2006 | 2010 |
| ---- | ---- | ---- |
| 9    | →9   | ↘6   |

## Транспорт
Село связано автобусным сообщением с Москвой (от м. «Тушинская» автобус № 455 «Москва — Звенигород — Тучково — Руза») и Звенигородом (автобус № 51 ст. Звенигород — Хотяжи).